# Dare Iz a Darkside
Albums de Redman
Whut? Thee Album
(1992) Muddy Waters
(1996)
Singles
1. Rockafella
Sortie : 1er novembre 1994
2. Can't Wait
Sortie : Janvier 1995

Dare Iz a Darkside est le deuxième album studio de Redman, sorti le 22 novembre 1994.
Il est principalement produit par Redman (crédité sous son vrai nom, Reggie Noble) et par Erick Sermon qui apporte des sonorités assez funky.
Dare Iz a Darkside s'est classé 1er au Top R&B/Hip-Hop Albums et 13e au Billboard 200 et a été certifié disque d'or par la Recording Industry Association of America (RIAA) le 27 janvier 1995. Bien que cet album ait combiné le succès critique et commercial, ce second opus n'a pas égalé le niveau de popularité du premier, Whut? Thee Album.

## Liste des titres
| No  | Titre                                                                                           | Auteur                                             | Contient un (des) sample(s) de | Durée |
| --- | ----------------------------------------------------------------------------------------------- | -------------------------------------------------- | --- | ----- |
| 1.  | Dr. Trevis (Produit par Reggie Noble)                                                           | Noble                                              | | 1:37  |
| 2.  | Bobyahed2dis (Produit par Reggie Noble et Rockwilder)                                           | Clinton, Noble, Shider, Spradley, Stewart, Stinson | Atomic Dog de George Clinton La Di Da Di de Doug E. Fresh et Slick Rick From Da Bricks des Lords of the Underground Tonight's Da Nite (Remix) de Redman                                                                                         | 3:24  |
| 3.  | Journey Throo da Darkside (Produit par Reggie Noble et Erick Sermon)                            | Noble, Sermon, Whitfield                           | Spaced Out de The Undisputed Truth | 2:26  |
| 4.  | Da Journee (Produit par Reggie Noble)                                                           | Noble                                              | Cascade du Future Sound of London | 2:12  |
| 5.  | A Million and 1 Buddah Spots (Produit par Reggie Noble et Erick Sermon)                         | Noble, Sermon                                      | Head Banger d'EPMD | 3:23  |
| 6.  | Noorotic (Produit par Reggie Noble et Rockwilder)                                               | Noble                                              | Sassafras Girl de Pleasure Lick the Balls de Slick Rick | 3:32  |
| 7.  | Boodah Session (Produit par Reggie Noble)                                                       | Noble                                              | | 0:32  |
| 8.  | Cosmic Slop (featuring Erick Sermon et Keith Murray – Produit par Erick Sermon et Reggie Noble) | Murray, Noble, Sermon                              | Funky Worm des Ohio Players Planet Rock d'Afrika Bambaataa et Soulsonic Force | 2:56  |
| 9.  | Rockafella (R.I.P.) (featuring Rockafella)                                                      | Noble, Sermon                                      | | 0:25  |
| 10. | Rockafella (Produit par Reggie Noble)                                                           | Clinton, Collins, Haywood, Noble, Worrell          | It's Yours de T La Rock & Jazzy Jay I Wanna Do Something Freaky to You de Leon Haywood (1984) | 4:44  |
| 11. | Green Island (Produit par Reggie Noble)                                                         | Anderson, Noble, Stillman                          | The Cockeyed Mayor of Kaunakakai des Mauna Loa Islanders | 5:42  |
| 12. | Basically (Produit par Reggie Noble)                                                            | Noble                                              | | 2:03  |
| 13. | Can't Wait (Produit par Reggie Noble et Erick Sermon)                                           | Hardy, James, Noble, Sermon                        | All Night Long des Mary Jane Girls Caribbean Nights de Bob James Just Rhymin' with Biz de Big Daddy Kane featuring Biz Markie | 4:13  |
| 14. | Winicumuhround (Produit par Reggie Noble et Erick Sermon)                                       | Clinton, Noble, Sermon, Shider, Spradley           | Hydra de Grover Washington, Jr. Troglodyte (Cave Man) du Jimmy Castor Bunch Seventh Heaven de Gwen Guthrie Tonight's Da Night de Redman | 4:28  |
| 15. | Wuditlooklike (Produit par Reggie Noble)                                                        | Noble                                              | Tonight's Da Nite (Remix) de Redman | 4:09  |
| 16. | Slide and Rock On (Produit par Reggie Noble)                                                    | Clinton, Mason, Noble, Shider, Telson              | Atomic Dog de George Clinton Bounce, Rock, Skate, Roll de Vaughan Mason & Crew Dyin' to be Dancin' d'Empress I Want Your Love de Chic Hey DJ de World's Famous Supreme Team Internationally Known de Grandmaster Melle Mel and The Furious Five | 3:54  |
| 17. | Sooperman Luva II (Produit par Reggie Noble)                                                    | Gating, Noble, Roy, Stewart, Watson                | I Want to Ta-Ta You Baby de Johnny « Guitar » Watson Superman Theme de Leon Klatzkin Adventures of Super Rhyme (Rap) de Jimmy Spicer Public Enemy No. 1 de Public Enemy Time 4 Sum Aksion de Redman                                             | 4:50  |
| 18. | We Run N.Y. (featuring Hurricane G – Produit par Reggie Noble)                                  | Burdon, Chandler, Lomax, Noble, Parker, Rodriguez  | Sound of Da Police de KRS-One | 4:13  |
| 19. | Dr. Trevis (Signs Off) (Produit par Reggie Noble)                                               | Noble                                              | | 1:39  |
| 20. | Tonight's da Night (Remix) (Produit par Erick Sermon)                                           | James, Redman, Stone                               | All Night Long des Mary Jane Girls | 3:50  |